# Felsite Island
Felsite Island ist eine 1,5 km lange und bis zu 305 m hohe Felseninsel vor der Borchgrevink-Küste des ostantarktischen Viktorialands. Sie liegt am Kopfende des Edisto Inlet inmitten des Mündungsgebiets des Edisto-Gletschers am Isthmus der Hallett-Halbinsel.
Teilnehmer der New Zealand Geological Survey Antarctic Expedition (1957–1958) benannten sie deskriptiv nach den Dykes aus crèmefarbenem Felsit im ansonsten dunklen Sedimentgestein der Insel.